# Orchestia marquesana
Orchestia marquesana is een vlokreeftensoort uit de familie van de Talitridae. De wetenschappelijke naam van de soort is voor het eerst geldig gepubliceerd in 1935 door Stephensen.